# Мирослав Лекић
Мирослав Лекић (Београд, 1. новембар 1954) српски је режисер.

## Биографија
Рођен је 1. новембра 1954. године у Београду, тадашња ФНРЈ, данашња Србија.
Дипломирао је на Факултету Драмских Уметности у Београду - одсек филмска и ТВ режија у класи Радомира Баје Шарановића.
На филму дебитује 1983. године филмом Степенице за небо. Године 1987. реализује у својој режији филм Догодило се на данашњи дан. Године 1993. након 3 године чекања у постпродукцији приказан је филм Боље од бекства са којим је освојио многобројне награде (Златна мимоза за режију, награде за тон, монтажу, музику, сценарио и за најбољу мушку улогу на фестивалу у Херцег Новом).
Године 1998. премијерно је приказан филм Повратак лопова.
Године 1999. премијерно је приказан филм Нож који је одгледало у биоскопима близу 650.000 гледалаца.
Овај филм се налази такође на списку најбољих 100 српских филмова у периоду 1911 - 1999.
Након 10 година чекања и припрема за реализацију и недостатка новчаних средстава 2002. године премијерно је приказан и филм Лавиринт који је такође имао велику гледаност и популарност.
Потписао је режију и популарних серија на неколико епизода током 90 - година: Горе доле и Отворена врата.
Од 2007. године стално је ангажован на режији серија које су имале високу гледаност на националним и кабловским каналима.
Ваља споменути серије на којима је учествовао као редитељ или помоћни редитељ попут: Позориште у кући, Улица липа, Сва та равница, Јагодићи, Европа бре, Отворена врата 2, Убице мог оца, Сенке над Балканом, Жигосани у рекету, Државни службеник, Швиндлери...
Након дуго времена, на конкурсу Филмског центра Србије подржани су његови нови пројекти Руски конзул по мотивима романа Вука Драшковића и биографска драма Рајко Митић по сценарију Гордана Михића.
Редовни је професор филмске режије на Факултету ФЕФА - одсек Креативна индустријa и председник Управног одбора Филмског центра Србије.
Живи и ради у Београду.

## Филмографија
| Год.      | Назив                         |
| --------- | ----------------------------- |
| //        | Принц Растко Српски           |
| //        | Рајко Митић                   |
| 2025      | Отмица (серија)               |
| 2024      | Kрунска 11                    |
| 2024      | Руски конзул                  |
| 2021-2023 | Бележница професора Мишковића |
| 2019-2022 | Државни службеник (серија)    |
| 2019-2020 | Швиндлери                     |
| 2017-2020 | Убице мог оца                 |
| 2018-2019 | Жигосани у рекету             |
| 2017-2019 | Сенке над Балканом            |
| 2008-2015 | Улица липа                    |
| 2014-2015 | Јагодићи: Опроштајни валцер   |
| 2014      | Европа, бре!                  |
| 2013      | Отворена врата 2              |
| 2012      | Јагодићи (ТВ серија)          |
| 2009      | Сва та равница                |
| 2007      | Позориште у кући              |
| 2002      | Лавиринт                      |
| 1999      | Нож                           |
| 1998      | Повратак лопова               |
| 1997      | Кир Јања                      |
| 1997      | Горе доле                     |
| 1995      | Отворена врата                |
| 1990      | Боље од бекства               |
| 1987      | Догодило се на данашњи дан    |
| 1985      | Учини то својски              |
| 1983      | Степенице за небо             |